# Terratrèmol de Turquia del 2010

El terratrèmol es va produir a l'est de Turquia.

El terratrèmol de Turquia del 2010 va ser un moviment sísmic de magnitud 5.9 que va passar el 8 de març del 2010 a les 02:32 UTC. L'epicentre estava situat a Basyurt a 10 km de profunditat a la província turca de Elazig. Com a mínim 7 persones hi van trobar la mort i 100 van ser hospitalitzades. Una allau humana a través dels carrers va originar també ferits.
La majoria de morts es van donar en tres pobles: Okcular, Yukari Kanatli i Kayali.
El govern turc ha indicat que el tipus de construcció econòmica dels edificis (amb el material anomenat tàpia) ha agreujat els danys i ha coincidit amb un congrés governamental sobre el perill que Istanbul sigui destruïda per un terratrèmol, ja que els materials de construcció dels edificis de la ciutat també són inadequats.